# Coy
Coy är en ort i Spanien.   Den ligger i provinsen Murcia och regionen Murcia, i den sydöstra delen av landet, 300 km sydost om huvudstaden Madrid. Coy ligger 860 meter över havet och antalet invånare är 513.
Terrängen runt Coy är kuperad åt nordost, men åt sydväst är den platt. Runt Coy är det ganska glesbefolkat, med 47 invånare per kvadratkilometer. Närmaste större samhälle är Cehegín, 16,0 km norr om Coy. Omgivningarna runt Coy är i huvudsak ett öppet busklandskap.